# Bowlus TG-12
El Bowlus TG-12 fue un propuesto planeador de entrenamiento estadounidense concebido por Bowlus a principios de los años 40 del siglo XX.

## Diseño y desarrollo
El TG-12 fue diseñado como planeador de entrenamiento biplaza con una configuración de cabina lado a lado, basado en el XBM-5 (designación interna) de la misma compañía. Se ordenaron tres TG-12 el 28 de abril de 1942, con los números de serie 42-96830/96832, además de una célula para pruebas estáticas. El contrato se canceló el 5 de agosto de 1943 sin que ningún avión hubiera sido construido.

## Variantes
XTG-12
Prototipo de planeador, tres ordenados, dos posiblemente completados.
XTG-12A
Posible versión con cabina lado a lado, o modelo civil requisado.
TG-12
Versión prevista de producción del modelo, contrato cancelado.
TG-12B
Designación no relacionada dada a un Mitchell M1PU3 requisado, construido por Bowlus-DuPont.

## Especificaciones
Referencia datos: usmilitaryaircraft

### Características generales
- Tripulación: Uno (piloto)
- Longitud: 7,6 m (24,8 ft)
- Envergadura: 13,8 m (45,4 ft)

### Rendimiento
- Velocidad máxima operativa (Vno): 161 km/h (100 MPH; 87 kt)

## Aeronaves relacionadas

### Secuencias de designación
- Secuencia TG-_ (Planeadores de Entrenamiento del USAAC/USAAF, 1941-1948): ← TG-9 - TG-10 - TG-11 - TG-12 - TG-13 - TG-14 - TG-15 →